# Oceania Sevens Femenino 2013
El Oceania Sevens Femenino de 2013 fue la cuarta edición del torneo de rugby 7 femenino de Oceanía.
Se disputó del 5 al 6 de octubre en Noosa, Australia.

## Fase de grupos
| Equipo             | Encuentros | Encuentros | Encuentros | Encuentros | Tantos  | Tantos    | Tantos     | Puntos |
| Equipo             | jugados    | ganados    | empatados  | perdidos   | a favor | en contra | diferencia | Puntos |
| ------------------ | ---------- | ---------- | ---------- | ---------- | ------- | --------- | ---------- | ------ |
| Australia          | 4          | 4          | 0          | 0          | 143     | 12        | +131       | 12     |
| Nueva Zelanda      | 4          | 3          | 0          | 1          | 124     | 31        | +93        | 10     |
| Fiyi               | 4          | 2          | 0          | 2          | 97      | 62        | +35        | 8      |
| Samoa              | 4          | 0          | 1          | 3          | 12      | 121       | –109       | 5      |
| Papúa Nueva Guinea | 4          | 0          | 1          | 3          | 7       | 157       | –150       | 5      |

#### Copa de oro
|  | Semifinal     | Semifinal     | Semifinal |      |           | Final         | Final         | Final        |  |
|  |               |               |           |      |           |               |               |              |  |
|  |               |               |           |      |           |               |               |              |  |
|  | Samoa         | Samoa         | 0         |      |           |               |               |              |  |
|  | Samoa         | Samoa         | 0         |      |           |               |               |              |  |
|  | Australia     | Australia     | 30        |      |           |               |               |              |  |
|  | Australia     | Australia     | 30        |      | Australia | Australia     | 22            |              |  |
|  |               |               |           |      | Australia | Australia     | 22            |              |  |
|  |               |               | Fiyi      | Fiyi | 10        |               |               |              |  |
|  | Nueva Zelanda | Nueva Zelanda | Fiyi      | Fiyi | 10        | 0             |               |              |  |
|  | Nueva Zelanda | Nueva Zelanda |           |      |           | 0             |               |              |  |
|  | Fiyi          | Fiyi          | 17        |      |           | Tercer lugar  | Tercer lugar  | Tercer lugar |  |
|  | Fiyi          | Fiyi          | 17        |      |           | Tercer lugar  | Tercer lugar  | Tercer lugar |  |
|  |               |               |           |      |           |               |               |              |  |
|  |               |               |           |      |           | Samoa         | Samoa         | 14           |  |
|  |               |               |           |      |           | Samoa         | Samoa         | 14           |  |
|  |               |               |           |      |           | Nueva Zelanda | Nueva Zelanda | 47           |  |
|  |               |               |           |      |           | Nueva Zelanda | Nueva Zelanda | 47           |  |
|  |               |               |           |      |           |               |               |              |  |

| Bandera de Australia |
| Campeón Australia    |
| 2.do título          |